# Малиновка (Храбровское сельское поселение)
Малиновка — посёлок в Гурьевском городском округе Калининградской области. Входит в состав Храбровского сельского поселения.

## История
Населенный пункт Шугстен в 1946 году был переименован в поселок Малиновка.

## Население
| 2002 | 2010 |
| ---- | ---- |
| 111  | ↗129 |